# Петър Ковачев (ски бегач)
Вижте пояснителната страница за други личности с името Петър Ковачев.
Петър Ковачев е български олимпиец, участвал в състезанията по ски бягане в зимните олимпийски игри в Осло през 1952 г.

## Биография
Роден е на 10 юли 1922 година. Участва в щафетата 4 × 10 km ски бягане на шестите зимни олимпийски игри, провели се в Осло през 1952 година, която единствена не завършва от 13-те участващи щафети. 